# Бронепалубные крейсера типа «Жемчуг»
Крейсера типа «Жемчуг» — тип российских бронепалубных крейсеров 2 ранга 1900-х годов. Тип создавался в рамках судостроительной программы 1897 года: «Для нужд Дальнего Востока». Базовый проект (крейсер «Новик») разработан фирмой «Шихау» по техническому заданию русского Морского Технического Комитета (МТК). В серии в 1901—1904 годах на Невском заводе, по изменённому проекту, было построено два корабля: «Жемчуг» и «Изумруд». Оба корабля, в составе 2-й Тихоокеанской эскадры, приняли участие в Русско-японской войне, в том числе в Цусимском сражении. Оба корабля пережили Цусимское сражение, однако «Изумруд» после этого был взорван экипажем. «Жемчуг» же оставался в строю до Первой мировой войны и принял в ней участие, в октябре 1914 года, потоплен германским крейсером «Эмден».

## Представители серии
| Название | Место постройки                                    | Заложен          | Спущен на воду       | Вступил в строй    | Судьба                                                    |
| -------- | -------------------------------------------------- | ---------------- | -------------------- | ------------------ | --------------------------------------------------------- |
| Жемчуг   | Невский завод, Санкт-Петербург, Российская империя | 1 июня 1902 года | 14 августа 1903 года | сентябрь 1904 года | 15 октября 1914 года потоплен крейсером «Эмден» в Пенанге |
| Изумруд  | Невский завод, Санкт-Петербург, Российская империя | 1 июня 1902 года | 9 октября 1903 года  | сентябрь 1904 года | 19 мая 1905 года взорван экипажем в заливе Владимира      |

## История создания
В 1898 году, с условиями тактико технического задания (ТТЗ), для заключение контракта на проектирование и постройку «малого» быстроходного крейсера — разведчика для Тихоокеанского ТВД, помимо наиболее известных зарубежные фирм: германских, английских, итальянских, французских, американской? и датской, был ознакомлен и Невский судостроительный завод, который включился в конкурс на право заключения контракта на проектирование и постройу корабля при технической помощи английских фирм.[2]. В связи с победой в конкурсе германской фирмы, Невский завод был вынужден ограничиться переработкой германского рабочего проекта (рабочих чертежей) «малого» крейсера «Новик», с учётом местных производственно-технологических особенностей и возможностей оказывающих техническую помощь английских фирм-смежников.
При сохранении теоретических обводов корпуса и главных размерений германского прототипа «Новик», рабочий проект Невского завода предусматривал использование котлов и машин английского производства и изменения в составе вооружения. Примечательно, что весовую спецификацию по крейсеру «Новик», германская фирма-разработчик не предоставила… В период испытаний прототипа (крейсера «Новик») в рабочий проект типа «Жемчуг» неоднократно вносились изменения, при этом, контр-агенты завода не выполняли своих обязательств, что замедляло темпы постройки.
В начале 1904 года было принято решение о установке на крейсере двух лёгких деревянных мачт, (вместо одной на «Новике») для упрощения флажно-сигнального производства.
В феврале 1904 года, С. О. Макаров в письме управляющему Морским министерством Ф. К. Авелану предложил переделать строившиеся на Невском судостроительном заводе по несколько изменённым чертежам проекта «Новика», крейсеры «Изумруд» и «Жемчуг», приблизив их характеристики к «безбронному судну»… По расчетам корабельного инженера П. Ф. Вешкурцова, в случае демонтажа средней машины и части котлов, обеспечивался весовой резерв в 270 тонн, за счет чего предлагалось усилить минно-артиллерийское вооружение, установкой: 1×203-мм, 5×1-152-мм и 10×1-75-мм орудий; четырёх минных аппаратов; подкрепить корпус; в освободившемся машинном отделении рекомендовалось установить два вспомогательных двигателя по 100 л. с. «для крейсерства тихим ходом». При этом, расчётная скорость должна была уменьшиться на 2,7 узла и составить 22,3 узлов (в расчете не было учтено, что проектная скорость эти кораблей составляла не 25, а 24 узла). Но, на осуществление такой реконструкции, если бы она была признана целесообразной, не оставалось времени, поскольку эти корабли едва успели подготовить для включения в состав 2-й эскадры Тихого океана. Единственным последствием письма С. О. Макарова явилась установка на крейсерах «Изумруд» и «Жемчуг» — минных аппаратов (по три на каждом), не предусмотренных первоначальным проектом.[2].
В середине марта 1904 года завод определил срок сдачи «Жемчуга» флоту — 1 июля 1904 года. Рабочий проект в очередной раз подвергся пересмотру с учётом опыта первых боевых действий… Было принято решение о дополнительной установке ещё двух 120-мм орудий, которые были сняты с крейсера «Дмитрий Донской». Кроме того, были установлены два торпедных аппарата и впервые в русском флоте — механический семафор фирмы Шихау.

## Оценка проектов
Сравнительные характеристики прототипа «Новик» и его аналогов: «Жемчуг» и «Изумруд»:
| Сравнительные ТТЭ крейсеров II («корветского») ранга: «Новик»; «Жемчуг»; «Изумруд», проекты (1898÷1902 гг.) : | Сравнительные ТТЭ крейсеров II («корветского») ранга: «Новик»; «Жемчуг»; «Изумруд», проекты (1898÷1902 гг.) : | Сравнительные ТТЭ крейсеров II («корветского») ранга: «Новик»; «Жемчуг»; «Изумруд», проекты (1898÷1902 гг.) : | Сравнительные ТТЭ крейсеров II («корветского») ранга: «Новик»; «Жемчуг»; «Изумруд», проекты (1898÷1902 гг.) : | Сравнительные ТТЭ крейсеров II («корветского») ранга: «Новик»; «Жемчуг»; «Изумруд», проекты (1898÷1902 гг.) : | Сравнительные ТТЭ крейсеров II («корветского») ранга: «Новик»; «Жемчуг»; «Изумруд», проекты (1898÷1902 гг.) : | Сравнительные ТТЭ крейсеров II («корветского») ранга: «Новик»; «Жемчуг»; «Изумруд», проекты (1898÷1902 гг.) : | Сравнительные ТТЭ крейсеров II («корветского») ранга: «Новик»; «Жемчуг»; «Изумруд», проекты (1898÷1902 гг.) : | Сравнительные ТТЭ крейсеров II («корветского») ранга: «Новик»; «Жемчуг»; «Изумруд», проекты (1898÷1902 гг.) : | Сравнительные ТТЭ крейсеров II («корветского») ранга: «Новик»; «Жемчуг»; «Изумруд», проекты (1898÷1902 гг.) : | Сравнительные ТТЭ крейсеров II («корветского») ранга: «Новик»; «Жемчуг»; «Изумруд», проекты (1898÷1902 гг.) : | Сравнительные ТТЭ крейсеров II («корветского») ранга: «Новик»; «Жемчуг»; «Изумруд», проекты (1898÷1902 гг.) : | Сравнительные ТТЭ крейсеров II («корветского») ранга: «Новик»; «Жемчуг»; «Изумруд», проекты (1898÷1902 гг.) : |
| «Название» | проект-закладка                                                                                               | U: норм./полн., т.                                                                                            | L/Lвл×B×h, м                                                                                                  | Lвл/B | Броня: палуба/скосы/прочее, мм                                                                                | типы котлов и ДУ: NΣ, л. с.                                                                                   | Nуд, л. с./т                                                                                                  | Vmax, уз. | mтопл, т /mт.отн                                                                                              | L,миль(V,уз)                                                                                                  | Состав вооружения:                                                                                            | Примечания:                                                                                                   |
| --- | --- | --- | --- | --- | --- | --- | --- | --- | --- | --- | --- | --- |
| «Новик» | 1898÷1900 г.                                                                                                  | 3080 | 109,86×12,2×5,03                                                                                              | 9.00 | пал: (10+20); скос: 15÷35; глас: 70; рубка: 30                                                                | 12×котл: «Шульц-Торникрофт»; 3×ПМвк3: 17000                                                                   | 5,51 | 25 | 600/0,19 | 3600 (10); 2370(12 эк); 660 (25)                                                                              | 6×1-120-мм; 6×1-47-мм; 5×1-381-мм н.м.ап                                                                      | герм. верфь: «Шихау»; крейсер II ранга; kбой = 3,2 (1904 г.);                                                 |
| «Жемчуг» | 1902 г. | 3380 | 111,2×12,8×5,31                                                                                               | 8,69 | пал: 30; скос: 50; глас: нд; рубка: 30                                                                        | 16×котл: «Ярроу»; 2×ПМвк3: 11180                                                                              | 3,3 | 24 | 360/0,11 | 4500 (10) | 8×1-120-мм/45; 6×1-47-мм/43; 2×1-37-мм/23; 3×1-381-мм н.м.ап                                                  | верфь: Невский з-д; крейсер II ранга; kбой = 3,2 (1904 г.);                                                   |
| «Изумруд» | 1902 г. | 3130 | 105,99×12,8×5,33                                                                                              | 8,28 | пал: 10…20; скос: нд; глас: нд; рубка: 30                                                                     | 16×котл: «Ярроу»; 3×ПМвк3: 17000                                                                              | 5,43 | 24 | 360/0,12 | 710 (20); 2090 (12)                                                                                           | 8×1-120-мм/45; 4×1-47-мм/43; 3×1-457-мм н.м.ап                                                                | верфь: Невский з-д; крейсер II ранга; kбой = 3,2 (1904 г.);                                                   |

Примечания: Таблица составлена по данным: русских и иноязычных вики статей; книга: Н. Л. Кладо «Современная морская война» С.Петербург 1905 г. Конспекты: стр. 25,32;
Условные обозначения: U — водоизмещение; ДУ — двигательная установка; NΣ — суммарная мощность ДУ; 2×ПМвк3 — две паровые машины, вертикальные, системы «компаунд» — 3-х кратного расширения; mтопл — масса топлива; mт.отн — относительная масса топлива; н.м.ап — надводный минный аппарат; kбой — боевой коэффициент, отнесен к значению kбой = 1,0 для крейсера «Idzumi», по состоянию на 1904 г;
Редакция: 02.09.2018 г.
- Проектное водоизмещение возросло с 3000 до 3380 т. (при сохранении теоретических обводов корпуса и главных размерений).

По системе бронезащиты:
- У «Новика»: броневая палуба (по всей длине от тарана до ахтерштевня) в горизонтальной части — 30 мм, на скосах — 51 мм (броня хромоникелевая). Выступавшие над броневой палубой части машин прикрывали 70-мм гласисы. (По другим данным, гласисы — 25 мм); боевая рубка — 30 мм, бронеплиты (крупповская броня); щиты орудий — 25 мм.
- У «Жемчуга»: палуба — 30 мм, скосы броневой палубы — 50 мм, боевая рубка — 30 мм;
- У «Изумруда»: палуба — 30 мм, скосы палубы — 50 мм, гласисы 70 мм, боевая рубка 30 мм.

По силовой установке:
- У «Новика»: 12 × водотрубных котлов Шихау; 3 × вертикальные машины тройного расширения пара; общая мощность 17 800 л. с. (проектная — 17000 л. с.); винтов — 3.
- У «Жемчуга»: 16 × водотрубных котлов Ярроу; 3 × вертикальные паровые машины тройного расширения; Общая мощность — 11 180 л. с. (8,22 МВт) при естественной тяге; винтов — 3.
- У «Изумруда»: 16 × водотрубных котлов Ярроу; 3 × вертикальные паровые машины тройного расширения; общая мощность 17 000 л. с. при форсированной тяге, винтов — 3.

По скорости и дальности:
- У «Новика»: Скорость хода: проектная — 25 узлов, на испытаниях 25,1 уз. Запас угля нормальный — 400 т, полный — 510 т. Дальность плавания: проектная — 5000 миль, на испытаниях — 2900 миль (10 уз.).
- У «Жемчуга»: Скорость хода 24 узла (44,4 км/ч). Дальность плавания 4500 миль (10 уз.).
- У «Изумруда»: Скорость хода максимальная — 23 узла. Дальность плавания — 5000 миль (10 уз). По другим данным: Скорость хода 24 узла (44 км/ч). Дальность плавания: 710 миль (20 уз), 2090 миль (12 уз).

По вооружению:
- У «Новика»: 6×1-120-мм/45 орудий Канэ; 6×1-47-мм Гочкиса (43 калибра); 2×1-37-мм орудия Гочкиса (23 калибра) на катерах; 63-мм десантная пушка Барановского (19,8 калибров); 2×7,62-мм пулемета Максим; 1×кормовой и 4×бортовых 1-381-мм минных (торпедных) аппарата.
- У «Жемчуга»: 8 ×1-120-мм/45; 6 × 1-47-мм/43; 2 × 1-37-мм/23; 1-63-мм (десантное); 4 × 1- 7,62-мм пул.; 3×1-381-мм надводных ТА (11 торпед).
- У «Изумруда»: 8 × 1-120-мм/45; 6 × 1-47-мм; 2 × 1-37-мм; 1 × 63-мм; 3×1-457-мм ТА. По другим данным: 8 × 1-120-мм; 4 × 1-47-мм; 6 × 1-7,62-мм пул.; 3×1-457-мм надводных ТА.

- При имеющихся различиях в тактико-технических элементах крейсеров, расчётные значения боевых коэффициентов для малых крейсеров: «Новик», «Жемчуг», «Изумруд» были определены одинаковыми и составили значение — 3,2.[1]